# Osmia kincaidii
Osmia kincaidii là một loài Hymenoptera trong họ Megachilidae. Loài này được Cockerell mô tả khoa học năm 1897.